# Handball-Regionalliga Baden-Württemberg
Die Regionalliga Baden-Württemberg wurde im Zuge einer Ligenstrukturreform des Deutschen Handballbundes (DHB) zur Saison 2024/25 eingeführt. Sie wird ab 1. Juli 2025 unter dem Dach des Baden-Württembergischen Handball-Verbands organisiert und ist die höchste Spielklasse des Verbundes. Sie ersetzt die bis dahin bestehende  Handball-Oberliga Baden-Württemberg. Die RL-BW ist nach der Bundesliga, der 2. Bundesliga und der 3. Liga eine der vierthöchsten Spielklassen im deutschen Handball.

## Geschichte
Nach Abschluss der Vorsaison hatten sich hierzu 16 Vereine für die RL-Baden-Württemberg qualifiziert. Dies waren ein Absteiger aus der 3. Liga, 13 Mannschaften aus der Oberliga-BW und zwei Vertreter aus den höchsten Ligen der drei Landesverbände. Die bisher untergeordneten Baden-, Südbaden- und Württembergliga sollen ab 2024/25 in Oberliga umbenannt werden.

### Modus
Im Verlaufe der Saison treten die 16 Mannschaften der Regionalliga jeweils in einer Hin- und Rückrunde gegeneinander an. Nach Abschluss der daraus resultierenden Spieltage steigt der Meister in die 3. Liga auf. Es steigen so viele Mannschaften ab (maximal vier), bis die Staffelstärke von 16 Teams incl. zwei Aufsteigern aus den Landesverbänden und möglichen Absteigern aus der 3. Liga erreicht ist.

## Saison 2025/26

### Teilnehmer
| - TV Plochingen - HSG Ostfildern - HSG Albstadt (N) - MTG Wangen (N) - SG Weinstadt (N) - VfL Waiblingen (A) | - TuS Steißlingen (N) - SG Heddesheim (N) - TSV 1899 Blaustein - TSV Heiningen 1892 - HC Neuenbürg 2000 | - TSV 1866 Weinsberg - TSB Schwäbisch Gmünd - TV Germania Großsachsen - TVS 1907 Baden-Baden (A) - TV 1893 Neuhausen/E. (N) |

- (A) = Absteiger aus der 3. Liga (N) = neu in der Liga

## Baden-Württembergische Meister

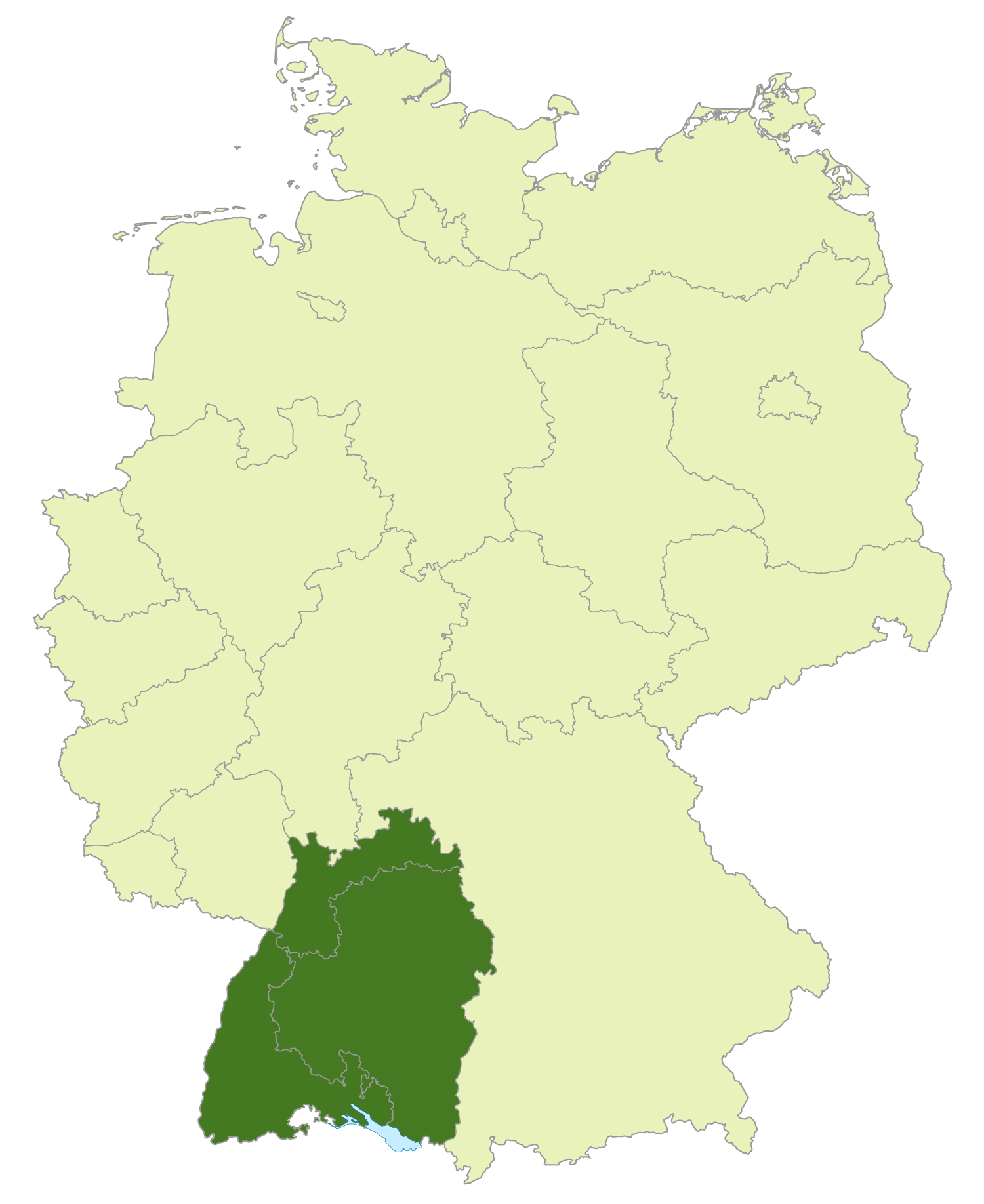
Bereich der Region Baden-Württemberg (grün)

| Saison     | Meister                     | Vizemeister                |
| ---------- | --------------------------- | -------------------------- |
| 2000/01    | SG Köndringen/Teningen      | TSV Altensteig             |
| 2001/02    | SG Bietigheim-Metterzimmern | TV Oppenweiler             |
| 2002/03    | SG Heddesheim               | SG Köndringen/Teningen     |
| 2003/04    | TV Bittenfeld               | SG Pforzheim/Eutingen      |
| 2004/05    | TSG Söflingen               | TSV Neuhausen/Filder       |
| 2005/06    | TV Neuhausen/Erms           | HSG Langenau/Elchingen     |
| 2006/07    | TSV Birkenau                | TSV Neuhausen/Filder       |
| 2007/08    | TSB Heilbronn-Horkheim      | HSG Langenau/Elchingen     |
| 2008/09    | SG Leutershausen            | HBW Balingen-Weilstetten 2 |
| 2009/10    | TVG Großsachsen             | SG Pforzheim/Eutingen      |
| 2010/11    | HV Stuttgarter Kickers      | TSV Neuhausen/Filder       |
| 2011/12    | TVG Großsachsen             | SG Kronau/Östringen 2      |
| 2012/13    | TGS Pforzheim               | SV Kornwestheim            |
| 2013/14    | SG Nußloch                  | TSV Neuhausen/Filder       |
| 2014/15    | VfL Pfullingen              | HC Oppenweiler/Backnang    |
| 2015/16    | HG Oftersheim/Schwetzingen  | SG Pforzheim/Eutingen      |
| 2016/17    | SV Salamander Kornwestheim  | TSV Neuhausen/Filder       |
| 2017/18    | TVS 1907 Baden-Baden        | TV 08 Willstätt            |
| 2018/19    | TSV Blaustein               | TV Plochingen              |
| 2019/20 F1 | SG Pforzheim/Eutingen       | HSG Konstanz II            |
| 2020/21 F2 | (TSV Neuhausen/F. 1898)     | (TSG Söflingen)            |
| 2021/22    | SG Köndringen/Teningen      | TVS 1907 Baden-Baden       |
| 2022/23    | TGS Pforzheim               | VfL Waiblingen             |
| 2023/24    | HG Oftersheim/Schwetzingen  | TVS 1907 Baden-Baden       |
| 2024/25    | SG Köndringen/Teningen      | TV Bittenfeld 2            |
| 2025/26    |                             |                            |